# أدا تويست، عالمة
آدا تويست، عالمة هو كتاب مصور للأطفال صدر عام 2016 من تأليف أندريا بيتي ورسم ديفيد روبرتس. لاقت القصة استحسانًا وإشادة لتشجيعها الأطفال وخاصةً الفتيات، على تنمية اهتمامهم بالعلوم والتكنولوجيا والهندسة والرياضيات (STEM). اقتُبس عن الكتاب مسلسل تلفزيوني عام 2021.

## الاستقبال
حظي الكتاب بشعبية كبيرة بين القراء، حيث ظهرت لأول مرة في المرتبة الأولى في قائمة نيويورك تايمز لأكثر الكتب مبيعا لكتب الأطفال المصورة، وظلّ على رأس القائمة لمدة أربعة أسابيع. وصل الكتاب أيضًا إلى المرتبة 32 بشكل عام في قائمة الكتب الأكثر مبيعًا في يو إس إيه توداي.
تلقى الكتاب إشادة من النقاد من عدة منافذ بيع. أعطت مجلة سكول لايبراري جورنال الكتاب مراجعة مميزة. شعرت بوكليست أنها ستشجع القراء الشباب على شق طريقهم في العلوم، وهي فكرة رددتها شركة سينس ميديا في مراجعتها ذات الخمس نجوم. وصفته تقييمات كيركس بأنه كتاب رائع وأنيق يوضح ببراعة فضول آدا، وسلطت مجلة بابليشرز ويكلي الضوء على تشجيع بيتي وروبرتس بأن البحث العلمي يستحق الجهد المبذول.

## التكيف
من خلال شركة الإنتاج الخاصة بهما، دخل باراك وميشيل أوباما في الإنتاج لإنشاء نسخة تلفزيونية مقتبسة من أدا تويست، عالمة نتفليكس، بالتعاون مع كريس ني. وقد صدرت هذه النسخة في 28 سبتمبر 2021. أصدرت حلقات أخرى في 25 يناير 2022. كما أصدر الموسم الثالث في 12 سبتمبر 2022. حصل المسلسل على جائزة آني لعام 2022 لأفضل إنتاج تلفزيوني/إذاعي متحرك لأطفال ما قبل المدرسة. 